# Sigi Holzbauer
Sigi Holzbauer es un deportista alemán que compitió para la RFA en piragüismo en la modalidad de eslalon. Ganó dos medallas de oro en el Campeonato Mundial de Piragüismo en Eslalon de 1955, en las pruebas F1 individual y por equipos.

## Palmarés internacional
| Campeonato Mundial | Campeonato Mundial | Campeonato Mundial | Campeonato Mundial |
| Año                | Lugar              | Medalla            | Competición        |
| ------------------ | ------------------ | ------------------ | ------------------ |
| 1955               | Tacen (Yugoslavia) | Medalla de oro     | F1 individual      |
| 1955               | Tacen (Yugoslavia) | Medalla de oro     | F1 por equipos     |